# Chaetodon collare
Poisson-papillon à collier blanc, Poisson-papillon pakistanais
Espèce
Synonymes
- Chaetodon collare duplicicollis Ahl, 1923
- Chaetodon collaris Bloch, 1787
- Chaetodon fowleri Klausewitz, 1955
- Chaetodon parallelus Gronow, 1854
- Chaetodon praetextatus Cantor, 1849
- Chaetodon viridis Bleeker, 1845

Statut de conservation UICN

 LC  : Préoccupation mineure
Chaetodon collare, communément nommé Poisson-papillon à collier ou Poisson-papillon à collier blanc ou Poisson-papillon pakistanais, est une espèce de poisson marin de la famille des Chaetodontidae.

## Description

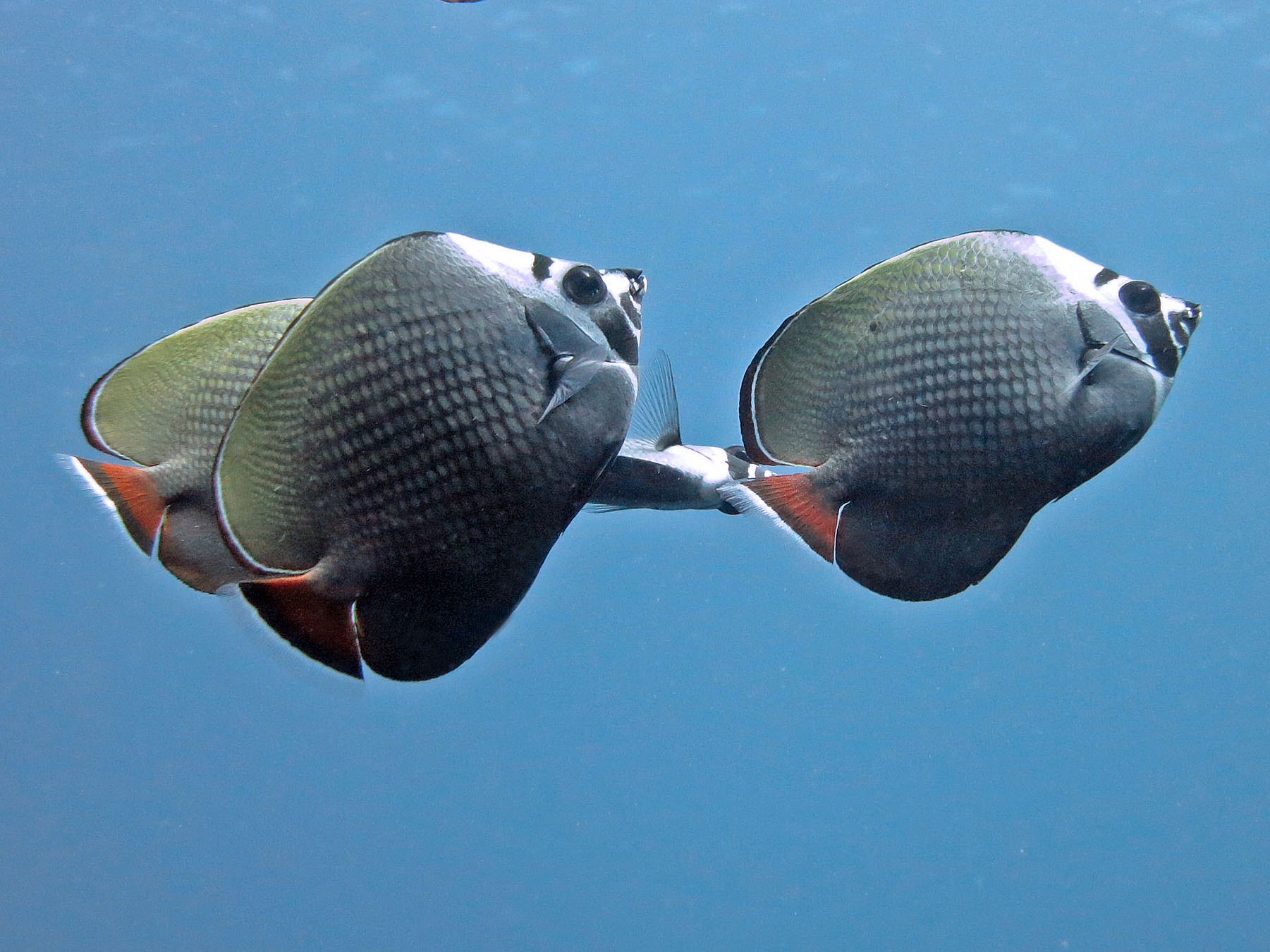
Quatre poissons-papillons à collier blanc dans le parc national de Ko Lanta, Thaïlande

Il peut mesurer jusqu'à 18 cm. La couleur du poisson-papillon à collier blanc varie du brun au noir, avec des écailles plus claires lui donnant un aspect tacheté. Il a une bande blanche verticale derrière les yeux, une raie foncée au-dessus des yeux, et une autre bande blanche, plus petite, devant les yeux. La base de la queue est d'un rouge lumineux, suivie d'une raie noire. Le bout de la queue est blanc.
Le poisson-papillon à collier blanc peut quelquefois se rencontrer en bancs de plusieurs dizaines d'individus quand c'est la période de reproduction.

## Distribution
Il fréquente les récifs coralliens de l'Indo/ ouest Pacifique : depuis le golfe Persique et des Maldives jusqu'au Japon, les Philippines et l'Indonésie. Il nage habituellement entre 3 et 15 mètres de profondeur.

## Régime alimentaire
Dans la nature, il se nourrit de polypes de coraux et de petits crustacés. En aquarium, c'est un carnivore, mangeant chair de poissons et crevettes.